# УТР-2
49°38′14″ пн. ш. 36°56′26″ сх. д. / 49.637343° пн. ш. 36.940563° сх. д.
УТР-2 — (український Т-подібний радіотелескоп 2-ї модифікації) — Т-подібний радіотелескоп декаметрових хвиль у Харківській області.

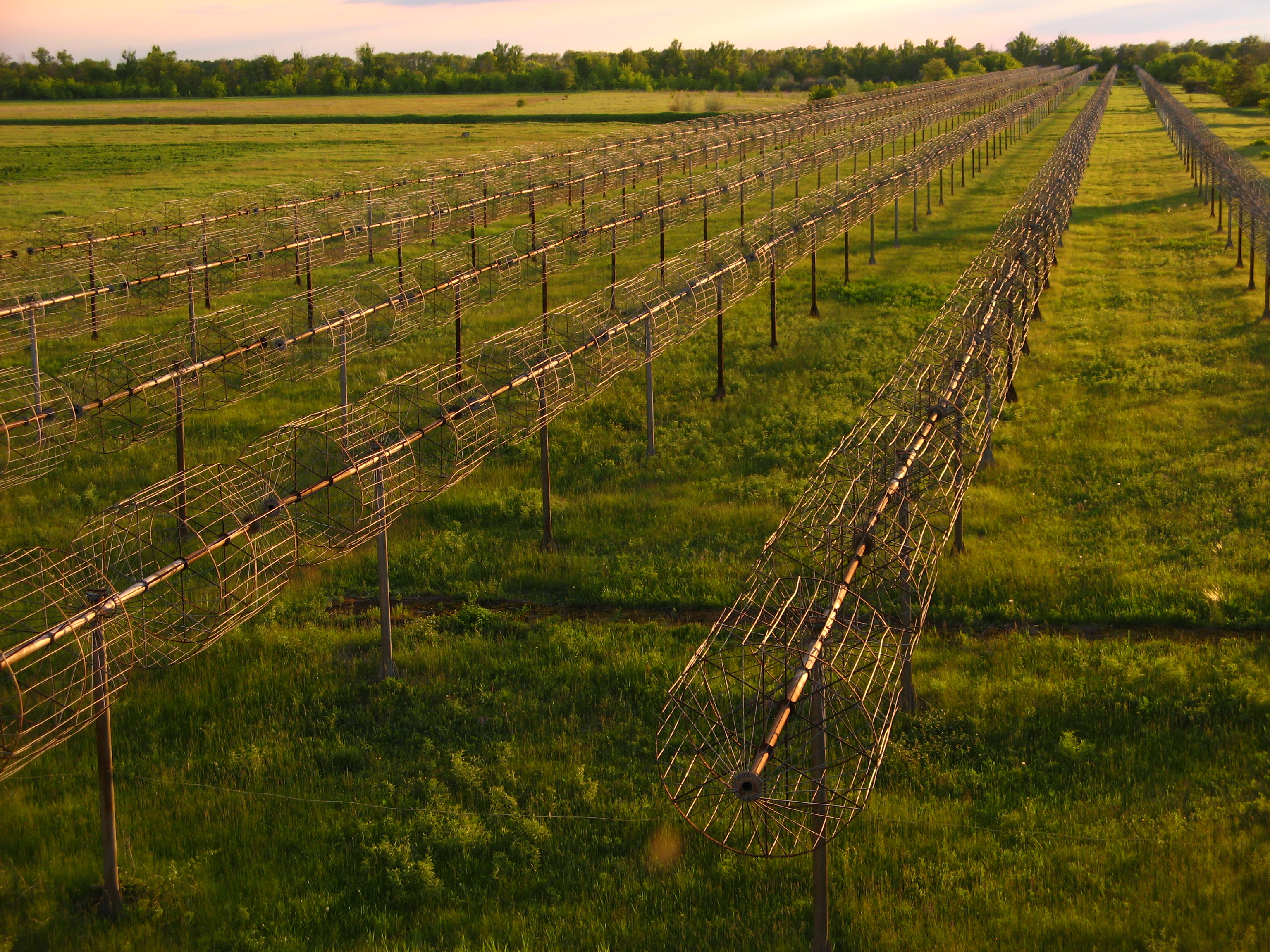
Західне плече фазованої антенної решітки радіотелескопу УТР-2 з 6 рядів по 100 диполів

Найбільший в Світі радіотелескоп декаметрових хвиль, що знаходиться у Харківській області України та належить Радіоастрономічному інституту НАН України. Споруджений за ініціативи академіка С. Я. Брауде в 1970 році. Радіотелескоп являє собою велику фазовану антенну решітку, що призначена для спостережень у діапазоні 8 — 33 МГц. За роки експлуатації неодноразово модернізувався те переобладнувався. УТР-2 є головною складовою системи радіоінтерферометрів «УРАН». Ефективна площа радіотелескопа становить 150 000 кв. м. на частоті 20 МГц.

## Історія створення
На початку 1970-х років в Радіоастрономічному інституті НАНУ під керівництвом С. Я. Брауде і А. В. Меня були розпочаті роботи зі створення радіоастрономічних антен декаметрових хвиль на нових принципах, що дозволяють знизити вплив негативних чинників. У результаті на початку 1970-х рр. був створений радіотелескоп УТР-2, який досі є найбільшим і найдосконалішим у світі інструментом декаметрового діапазону довжин хвиль. Радіотелескоп почав роботу в 1970 році, а з 1972 року розпочались регулярні наукові вимірювання.

## Будова радіотелескопу

Етапи будівництва телескопа ГУРТ

Радіотелескоп побудований по принципу фазованої антенної решітки. Він складається з 2040 окремих широкосмугових шунтових диполів Надєєнко і має конфігурацію літери «Т». Одне плече розташоване у напрямку Південь-Північ і має довжину 1800 м. Інше плече, відповідно, спрямоване на Захід і має довжину 900 м. В кожному плечі 6 рядів диполів, вони групуються в секції та підсекції телескопу.
Кожен диполь має точку підвісу на висоті 3.5 м над рівнем землі. Довжина диполя складає 8 м, а діаметр циліндра — 1.8 м. Плечі усіх диполів розташовані уздовж напрямку місцевої паралелі. Таким чином, радіотелескоп може приймати електромагнітні хвилі тільки однієї лінійної поляризації.
Радіотелескоп працює за часовою системою фазування, що побудована за принципом перемикання ліній реальної часової затримки сигналу. Для економії кабелів використовується ялинко-подібний метод, за якого спочатку фазуються і сумуються сигнали від диполів у рядах, потім у групах рядів, що формують секції радіотелескопа, а на останньому етапі фазуються сигнали з кожної секції. Лінії затримки об'єднані у пристрої, що називаються фазообертачами.
Телескоп може спостерігати в різних конфігураціях, одним чи п'ятьма променями діаграми спрямованості. У разі п'яти променевого режиму роботи всі п'ять променів розташовані уздовж напрямку Південь-Північ, перетинаються на рівні половинної потужності (на центральній частоті) та не залежать від частоти.
Діаграма спрямованості може приймати дискретні положення та покриває майже всю небесну півкулю. Комп'ютер керування відправляє бінарний код на фазообертачі, які підключають необхідні комбінації ліній затримок. Таким чином відбувається наведення телескопа на космічне джерело.
Його відмінностями є:
- великі лінійні розміри і ефективна площа (150 000 м²);
- висока спрямованість (ширина діаграми спрямованості близько 0,5 °);
- низький рівень бічних пелюсток (можливість керування рівнем бічних пелюстків);
- широкий діапазон частот (8-33 МГц);
- електронне управління променем в широкому секторі за обома координатами і багатопроменевість;
- великий динамічний діапазон і, як наслідок, висока стійкість до радіозавад;
- гнучка конфігурація, розвинена система контролю і надійність роботи;
- велика інформативність (отримує 70 % світової інформації з космосу в декаметровому діапазоні).[1]

## Перспективи використання
В останні роки за допомогою радіотелескопа УТР-2 активно впроваджується реєструвальна апаратура нового покоління на базі цифрових сигнальних процесорів (DSP) і програмованих логічних матриць (ПЛІС). Крім впровадження нової апаратури за допомогою радіотелескопа постійно модернізуються та інші системи. Поєднання високої ефективності радіотелескопа УТР-2 і нових реєструючих засобів дозволило в останні роки провести великий обсяг досліджень за різними програмами, які дали нові астрофізичні результати. Вдалося по-новому поглянути на Сонце, Юпітер, Сатурн, міжпланетні мерехтіння, пульсари і джерела континууму, а так само виявити надгігантські атоми з головними квантовими числами більше 1000.
Зараз з французами розгортається співпраця в рамках виконання проекту PICS між НАН України й Академією наук Франції CNRS.
На базі цього радіотелескопа створюється нова установка ГУРТ (Гігантський український радіотелескоп).
Внаслідок бойових дій у ході російського вторгнення в Україну в 2022 р. телескоп отримав серйозні пошкодження, а будівля, де були розташовані вимірювальний комплекс обсерваторії, наукова апаратура та житлові кімнати персоналу, була повністю зруйнована. Окупанти замінували територію та тунелі радіотелескопа.